# Pizza hawaiana
La pizza hawaiana es una pizza que tradicionalmente contiene una base de queso fundido y tomate que se aliña con jamón y piña. Es originaria de Canadá.

## Historia
Sam Panopoulos, canadiense de origen griego, creó la primera pizza hawaiana en el Satellite Restaurant de Chatham (Ontario, Canadá) en 1962. Inspirado en parte por su experiencia en la preparación de platos chinos, que suelen mezclar sabores dulces y salados, Panopoulos experimentó añadiendo piña, jamón, beicon y otros ingredientes. Al principio, estos añadidos no fueron muy populares.
La adición de piña a la mezcla tradicional de salsa de tomate y queso, junto con jamón o beicon, se popularizó más tarde a escala local y acabó convirtiéndose en una oferta básica de las pizzerías a escala mundial. De hecho, el nombre de esta creación no está directamente inspirado en el estado de Hawái; Panopoulos eligió el nombre hawaiana por la marca de piña enlatada que utilizaban en aquella época.
En Alemania se cree que la pizza hawaiana es una variación de la tosta hawái con jamón, piña y queso, introducida originalmente por el primer cocinero televisivo de Alemania, Clemens Wilmenrod, en 1955. En 1957, apareció en Portland (Oregón) una «pizza hawaiana» que contenía piña, papaya y pimiento verde picado, pero no jamón ni beicon. Un episodio de 1960 de The Rocky and Bullwinkle Show contenía una referencia a la «pizza de piña».

## En los medios de comunicación
En 2014, Time incluyó la pizza hawaiana en primer lugar en su lista de «Las 13 pizzas más influyentes de todos los tiempos». Las opiniones sobre la pizza hawaiana suelen ser divisivas y polarizantes. Aunque a muchos les gusta su sabor, a otros les disgusta con vehemencia, posiblemente debido a la dulzura de la piña combinada con «ingredientes salados de la pizza».
En 2017, el presidente islandés Guðni Th. Jóhannesson dijo a un grupo de estudiantes de secundaria durante una sesión de preguntas y respuestas que se oponía rotundamente a poner piña en la pizza. Añadió en broma que prohibiría la piña como ingrediente de la pizza si pudiera, siempre y cuando obtuviera el 30 % de los votos de los menores de 21 años. Su comentario improvisado generó un aluvión de cobertura mediática e inspiró a muchos, independientemente de su gusto por la pizza hawaiana, a expresar su opinión en las redes sociales. Algunos famosos compartieron su gusto o disgusto por la pizza hawaiana, incluido el primer ministro de Canadá, Justin Trudeau, que la apoyó tuiteando: «Tengo una piña. Tengo una pizza. Y apoyo esta deliciosa creación del suroeste de Ontario». Panopoulos, a esas alturas retirado del negocio de la restauración, fue requerido por algunos medios de comunicación para defender su creación.
Guðni aclaró más tarde que solo estaba bromeando, y que no tenía poder para prohibir determinados ingredientes en la pizza; añadió que ni siquiera a él le gustaría vivir en un país en el que el líder pudiera prohibir cualquier cosa que no le gustara.
El escritor estadounidense John Green reflexionó sobre los orígenes y el alcance cosmopolita del plato, destacando su invención canadiense por un inmigrante griego, inspirado en la cocina china para poner una fruta sudamericana a un plato italiano, que ha alcanzado su mayor popularidad en Australia.